# Aarberg
Aarberg (im einheimischen Dialekt: [ɑrˈb̥æːrg̊]) ist eine politische Gemeinde und Hauptort des Verwaltungskreises Seeland im Kanton Bern. Die Stadt hat heute mehr als 4000 Einwohner.

## Geographie
Aarberg liegt 456 m ü. M. auf einem Sandsteinfelsen oberhalb der Aare, die sich hier seit 1879 in die alte und in die westlich durch den Hagneckkanal dem Bielersee zufliessende neue Aare teilt. Der Ort befindet sich im Übergangsbereich vom Plateau des Frienisberges zur seeländischen Ebene (Grosses Moos). Nachbargemeinden sind Bargen, Kappelen, Lyss, Seedorf und Radelfingen.

## Geschichte

### Mittelalter
Das Gebiet des heutigen Aarberg war bereits während der Herrschaft der Römer besiedelt und aufgrund seiner strategischen Bedeutung als Aare-Übergang wahrscheinlich mit Festungswerken versehen. Wohl anstelle einer Vorgängersiedlung gründete der burgundische Graf Ulrich III. von Neuenburg Aarberg um das Jahr 1220 unter dem Namen Arolae mons auf der von der Aare und ihrem Nebenarm, der Kleinen Aare, umflossenen Insel. Er verlieh dem Dorf dieselben Rechte und Freiheiten, die Freiburg zugestanden worden waren. In der Nähe des Ortes befand sich am rechten Ufer der Kleinen Aare die im Hochmittelalter angelegte Burg der Herren von Aarberg auf dem Burghobel. Ulrich IV., ein Sohn Ulrichs III. von Neuenburg, bestätigte im Mai 1271 Aarberg in einer Handfeste die ihm von seinem Vater verliehenen Privilegien. Aus deren Zollbestimmungen ist die damalige Bedeutung Aarbergs als Marktort ersichtlich. Auch das Handwerk erlebte eine Blütezeit. Wilhelm, ein Sohn Ulrichs IV., bescheinigte dem Ort 1285 erneut seine Rechte. Aarberg bestand zu dieser Zeit aus zwei Reihen von Holzhäusern, die um einen Markt gruppiert waren. Der Ort war von einer Stadtmauer umschlossen.
Am 11. Januar 1338 schloss Wilhelms Sohn, Graf Peter II. von Aarberg, der letzte Stadtherr, mit Freiburg einen Burgrechtsvertrag. Bereits am 26. Juli 1339 wurde Graf Peter Feldhauptmann der Freiburger gegen die Berner. Letztere führten im gleichen Jahr einen erfolglosen Angriff auf Aarberg durch. Graf Peter bestätigte (Quittung) am 7. Mai 1340, dass er den von Freiburg versprochenen Sold bekommen habe und dass auch Junker Peter von Lobsigen für das ihm von den Bernern getötete Ross gut entschädigt worden sei. 1358 verpfändete Graf Peter aus Geldnot Aarberg für 4000 Gulden an die Stadt Bern. Nun wurde Aarberg durch von Bern eingesetzte Landvögte verwaltet, deren erster, Peter von Seedorf, von 1358 bis 1360 dieses Amt versah. Bern bestätigte dem Ort auch seine bisherigen Freiheiten. Graf Peter vermochte seine Pfandschulden nicht zu begleichen, verkaufte aber 1367 Stadt und Herrschaft Aarberg für 10.000 Gulden an seinen Vetter, Rudolf IV., Graf von Neuenburg zu Nidau. Da dieser ebenfalls Schulden bei Bern hatte, sah er sich kurz danach zur Übergabe der eben erkauften Herrschaft an Bern gezwungen. Nach dem Tod Graf Peters bestätigte Kaiser Karl IV. im Oktober 1376 Bern den Besitz von Aarberg.
Der Gemeinderat von Aarberg, dem ein Bürgermeister vorstand – 1259 wurde erstmals ein Schultheiss erwähnt –, setzte sich aus 24 Mitgliedern zusammen, von denen 12 Räte richterliche Befugnisse besassen. Er war dem von Bern entsandten Landvogt unterstellt. 1382 und 1386 kam es zu neuen Angriffen auf Aarberg, die abgewehrt wurden. Über beide Arme der Alten Aare führte im Ortsgebiet je eine Holzbrücke. Ihre Rechte an ihnen und dem damit verbundenen Zoll übereigneten die Aarberger 1414 an Bern. Zusammen mit seiner Gattin und zahlreicher Gefolgschaft stattete der römisch-deutsche König Sigismund Aarberg im Juli 1415 einen Besuch ab. 1418 vergabte Bern den Kirchensatz an das Berner Münster. Im folgenden Jahr 1419 wütete hier ein schwerer Stadtbrand. Diesem fiel auch die Pfarrkirche von Aarberg, die den westlichen Vorposten des Bistums Konstanz darstellte, zum Opfer. Nach einem weiteren verheerenden Stadtbrand im Jahr 1477 wurde Aarberg neu gebaut. Zwischen den nun aus Stein errichteten Häuserzeilen wurde der markante Marktplatz angelegt. Die Kirche entstand um 1484 an der Stelle des ebenfalls niedergebrannten Grafenschlosses neu; ihr Turm wurde 1526 angebaut. Nach Hochwassern in den Jahren 1443, 1490 und 1557 mussten die Aarebrücken jeweils neu errichtet werden.

### Neuzeit
Die Abhaltung von Jahrmärkten in Aarberg ist bereits seit 1271 belegt. Das Marktrecht wurde 1478 auf den Salz-, Eisen- und Tuchhandel erweitert, was der Stadt einen wirtschaftlichen Aufschwung brachte. 1507 erhielt der Ort die Genehmigung, zwei Jahrmärkte pro Jahr abzuhalten. Sie hatten überregionale Bedeutung. Bis zum Bau von Eisenbahnen war Aarberg nicht nur für den Warentransit, sondern auch für den Schweizer Personenverkehr eine wichtige Drehscheibe. 1566 wurde bei einem weiteren Hochwasser der Aare die grosse Brücke weggeschwemmt und daraufhin in den beiden Folgejahren die noch heute bestehende Holzbrücke erbaut. Die Kirche wurde 1575 anstelle des Vorgängerbaus neu errichtet. Während des Bauernkriegs versammelte sich 1653 vor Aarberg eine grosse Streitmacht rebellierender Landsleute. Drei Jahre später kam es hier zu einer neuen zerstörerischen Feuersbrunst. Ab 1681 durften in Aarberg drei Jahrmärkte pro Jahr stattfinden. 1686 ereignete sich nahe dem Ort auf der Aare ein schweres Schiffsunglück, als zwei Boote mit französischen Flüchtlingen versanken und 113 Personen ertranken.

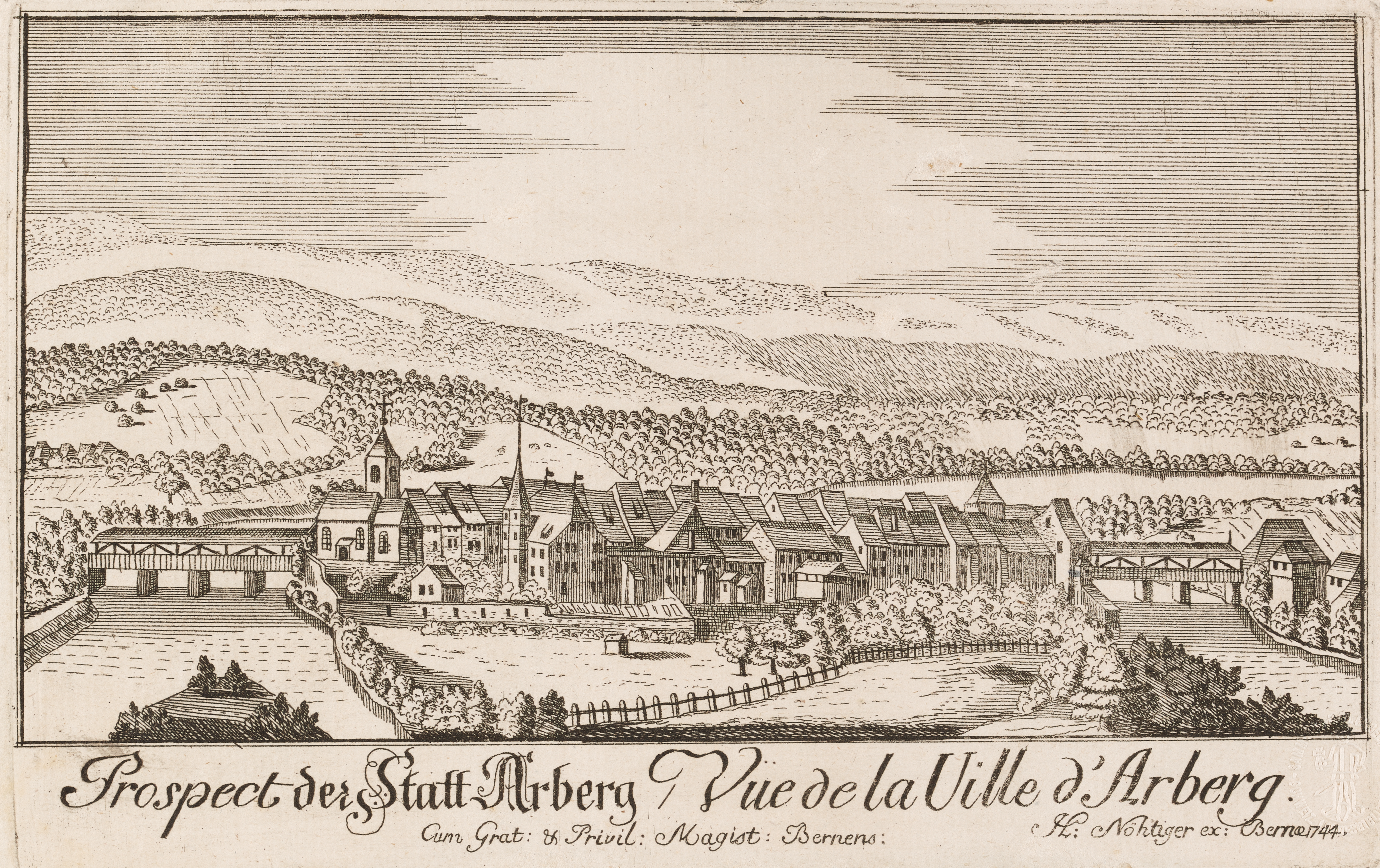
Aarberg 1744, noch umflossen von der Aare

1798 wurde Aarberg von französischen Truppen besetzt und dem helvetischen Distrikt Zollikofen zugeteilt. 1803 wurde es Hauptort des Amtsbezirks Aarberg. Unter dem Eindruck der in Frankreich gegen die reaktionäre Politik König Karls X. unternommenen Julirevolution von 1830 ordnete die schweizerische Heeresleitung die Erbauung zweier Schanzen zum Schutz Aarbergs an. 1832 entstand die Gemeinde Aarberg mit eigener Verwaltung.
Die Aarekorrektur im Rahmen der Juragewässerkorrektion mit der von 1868 bis 1878 durchgeführten Anlage des Hagneckkanals veränderte die Lage Aarbergs, das bislang auf einer Insel gestanden hatte. Die Überschwemmungsgefahr war nun für den Ort geringer, und es entstanden ausserhalb des Stadtgebiets neue Viertel. 1869 wurde in Aarberg ein Telegrafenbüro eröffnet. Mit dem 1864 erfolgten Bau der Eisenbahnlinie Bern–Biel, die in Lyss Zwischenstation macht, verlagerte sich der Waren- und Personenverkehr vom Wasser auf die Schiene und von Aarberg ins benachbarte Lyss. Aufgrund dieser Entwicklung geriet Aarberg gegenüber seinem Nachbarort ins Hintertreffen. Obwohl es 1876 Station der Eisenbahnlinie Lyss–Lausanne wurde, stagnierte seine Wirtschaft weiterhin. Um Abhilfe zu schaffen, stellte die Gemeinde auf Milch- und Viehwirtschaft um und begann ab 1900 mit dem Anbau von Zuckerrüben. Eine 1899 gegründete Zuckerfabrik schuf viele Arbeitsplätze. Auch wurden in Aarberg von grösseren Teilen der Schweiz gut besuchte Pferdemärkte abgehalten. 1898 wurde hier die elektrische Beleuchtung eingeführt. Im 20. Jahrhundert fand die Schaffung neuer Industriezweige statt, so 1947 der Bau eines Spannbetonwerks und 1960 die Anlage einer Verzinkerei zur Metallveredelung.

## Politik

Flugaufnahme 1949 mit der Zuckerfabrik

## Stadtbild und Sehenswürdigkeiten

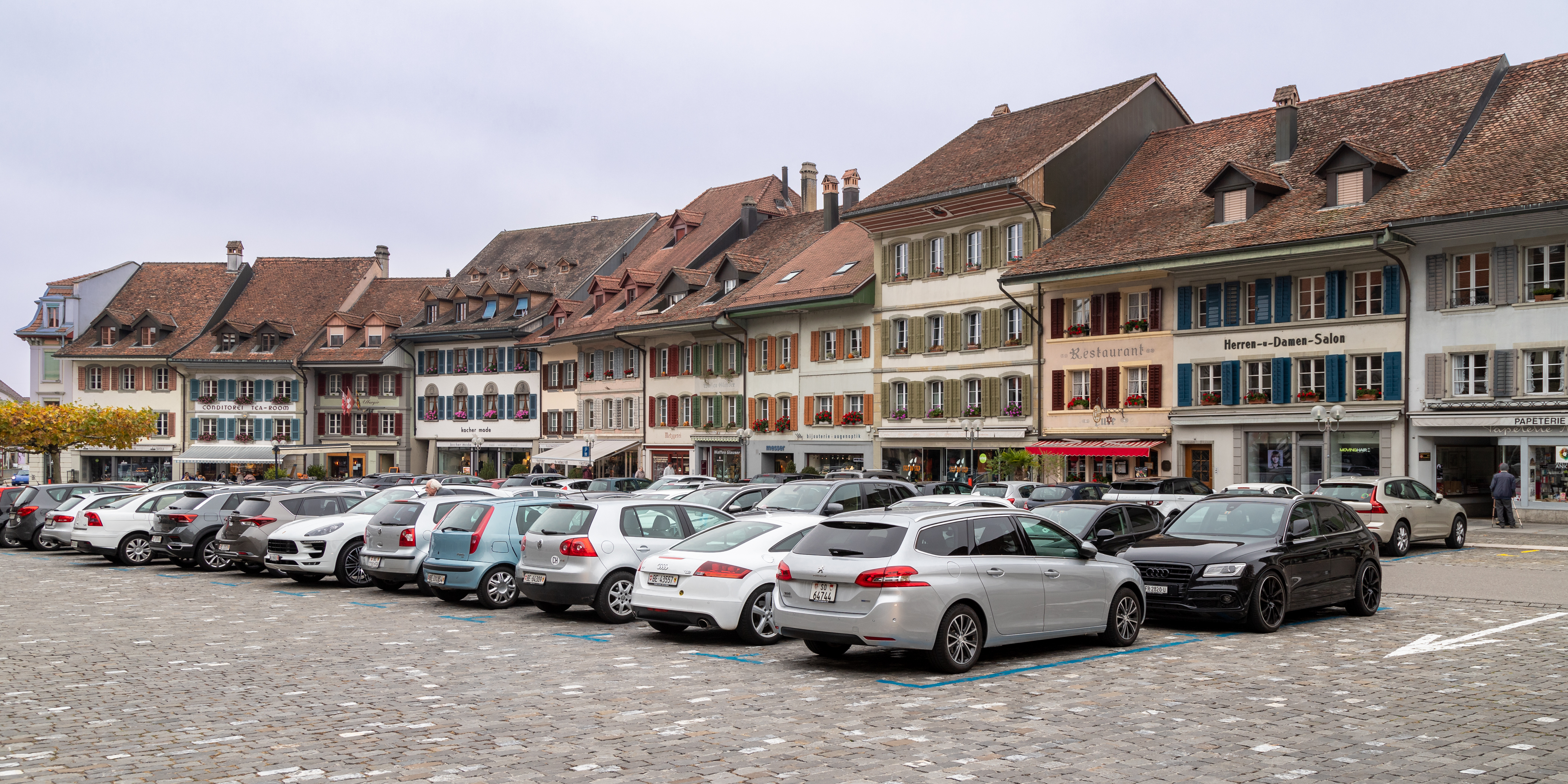
Historische Häuser am Stadtplatz

Das Stadtbild ist mittelalterlich geprägt. Die Altstadt besitzt einen grossen rechteckigen Marktplatz. Das äussere Erscheinungsbild der Häuserzeilen stammt aus dem 18. und 19. Jahrhundert. Im Ort gibt es u. a. eine spätgotische Kirche (1484, erneuert 1575) mit niedrigem Polygonalchor, sechs Glasgemäldefenstern (1576–1621), barocker Kanzel (1638) und mächtigem Turm (1526). Eine über die Alte Aare führende gedeckte Holzbrücke wurde 1567–68 errichtet. Das von 1608 bis 1610 als Sitz der Berner Landvögte entstandene Schloss Aarberg dient heute als Amtshaus. An seiner Südwestseite befindet sich ein sechseckiger Treppenturm mit Spitzhelm. Das 1817 errichtete und 1921 umgebaute Rathaus mit spätgotischem Kern besitzt ein 1864 aufgesetztes Uhrtürmchen.

## Bevölkerungsentwicklung

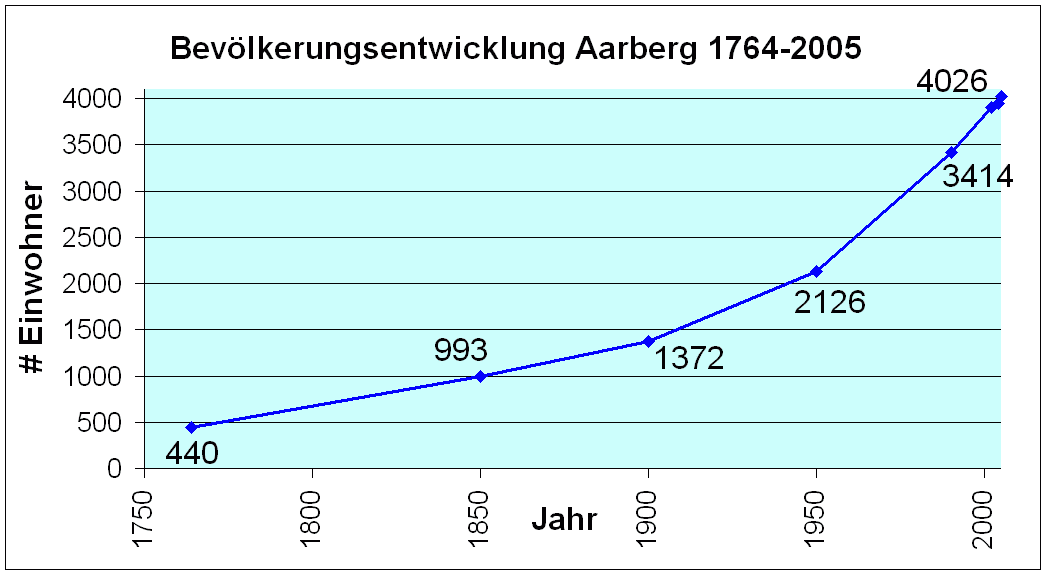
Bevölkerungsentwicklung

| Jahr      | 1764 | 1850 | 1900 | 1950 | 1990 | 2002 | 2004 | 2005 | 2006 | 2013 | 2019 | 2023 |
| --------- | ---- | ---- | ---- | ---- | ---- | ---- | ---- | ---- | ---- | ---- | ---- | ---- |
| Einwohner | 440  | 993  | 1372 | 2126 | 3414 | 3910 | 3946 | 4026 | 4240 | 4273 | 4632 | 4648 |

## Wirtschaft und Infrastruktur

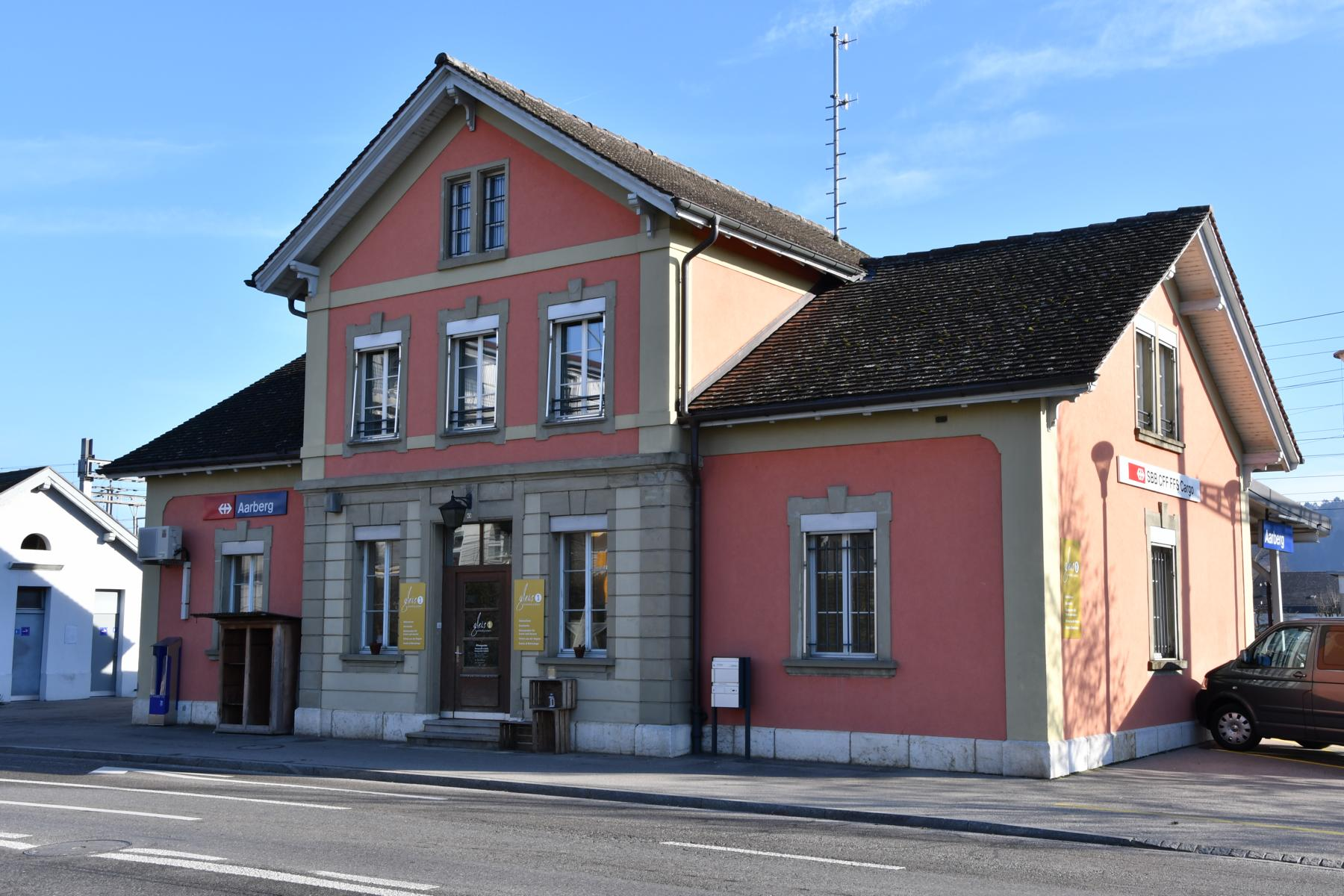
Bahnhofsgebäude Aarberg (2020)

Die Zuckerfabrik und Raffinerie Aarberg AG (ZRA) wurde 1912 gegründet und ist das grösste Unternehmen am Ort. Nach der Fusion 1997 mit der Zuckerfabrik Frauenfeld AG wurde das Unternehmen 2014 in Schweizer Zucker AG (SZU) mit Sitz in Frauenfeld umbenannt.
Aarberg verfügt über ein öffentliches Spital mit 24-Stunden-Notfallversorgung, es gehört zur Insel Gruppe.

## Persönlichkeiten
- Christoph Lüthardt (1590–1663), evangelischer Geistlicher und Hochschullehrer an der Hohen Schule in Bern
- Phokion Heinrich Clias (1782–1854), Turnvater
- Johann Jakob Vögeli (1825–1896), Sekundarlehrer
- Theodor Gohl (1844–1910), Architekt
- Arthur Bloch (1882–1942), Viehhändler und Mordopfer
- Christine Kohler (1938–1993), Mundartschriftstellerin
- Kurt Wüthrich (* 1938), Chemiker, Professor für Biophysik und Nobelpreisträger
- Bendicht Fivian (1940–2019), Kunstmaler
- Andreas Fuhrer (* 1959), 4-facher Weltmeister, Motocross Seitenwagen
- Kuno Lauener (* 1961), Sänger (Züri West)
- Thomas Bickel (* 1963), Fussballspieler
- Andreas Heiniger (* 1963), Eishockeyspieler
- Michael Angele (* 1964), Journalist
- Ursula Marti (* 1966), Grossrätin (SP)
- Karin Kayser-Frutschi (* 1967), Politikerin (CVP)
- Martin Laciga (1975–2023), Beachvolleyballspieler
- Tanja Gutmann (* 1977), Miss Schweiz 1997, Schauspielerin und Moderatorin
- Ramona Fuhrer (* 1979), Eishockeyspielerin
- Cécile Bähler (* 1981), Fernsehmoderatorin
- Florijana Ismaili (1995–2019), Fussballspielerin

## Bilder

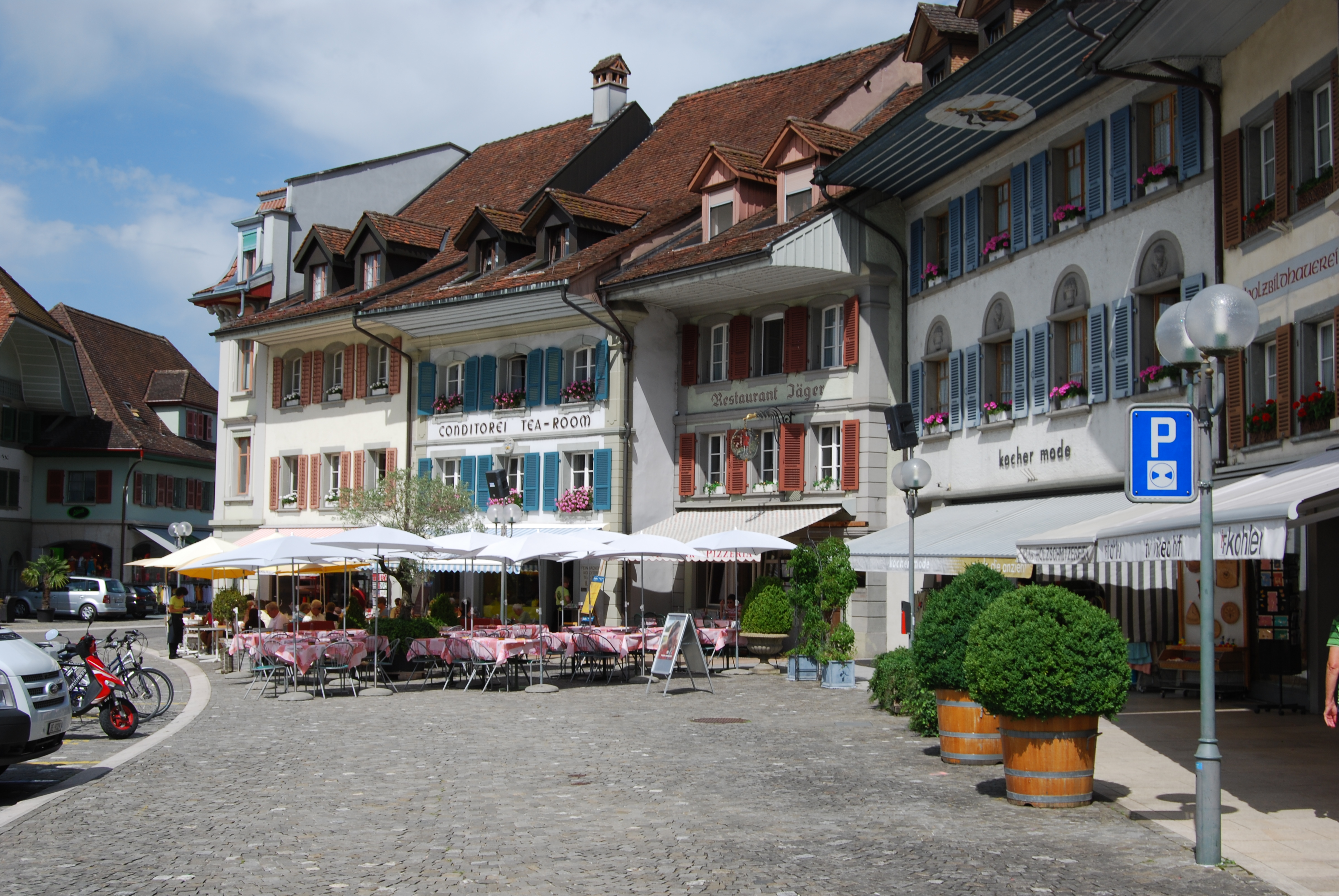
Altstadt von Aarberg
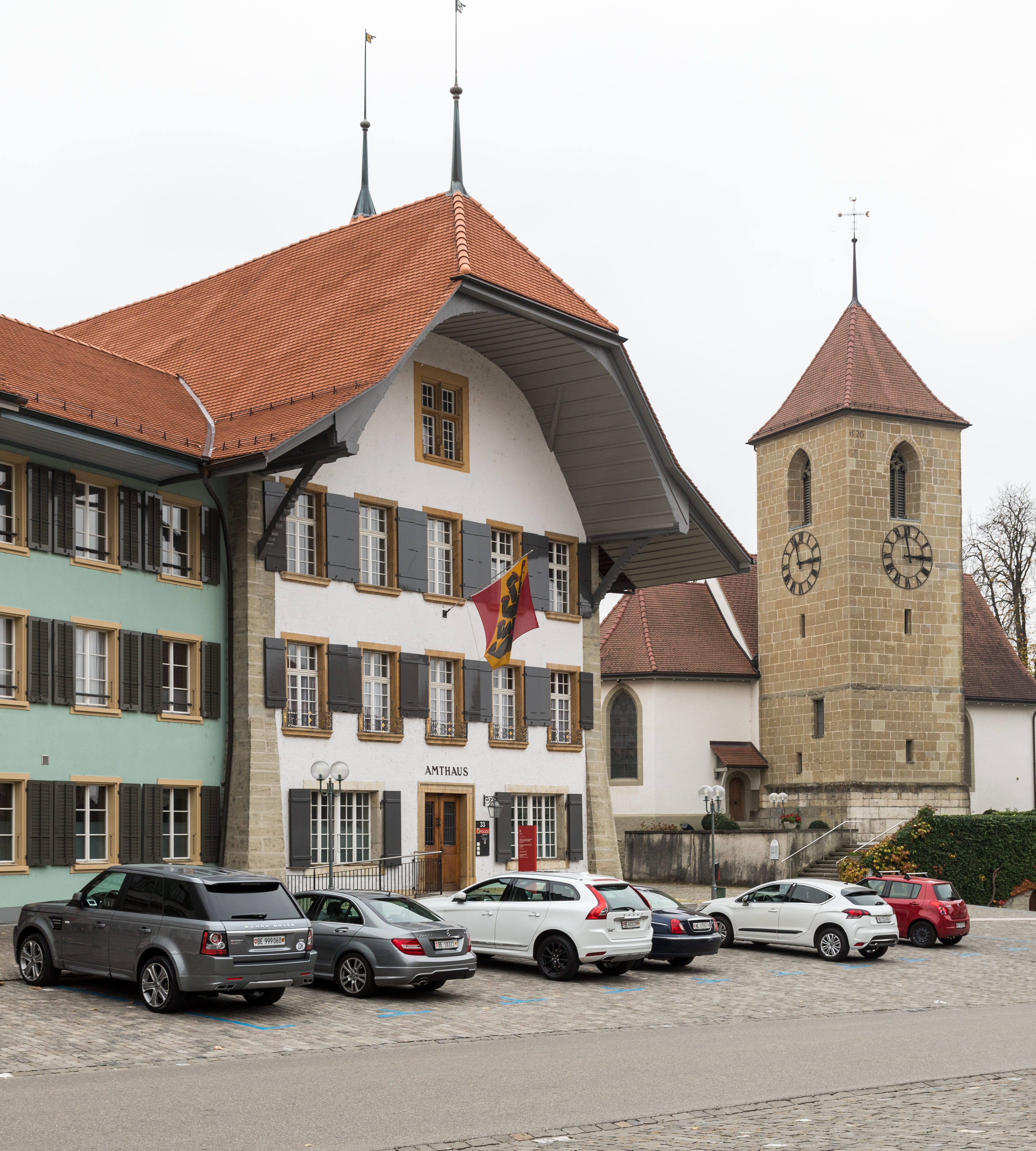
Amthaus-Schloss und Stadtkirche
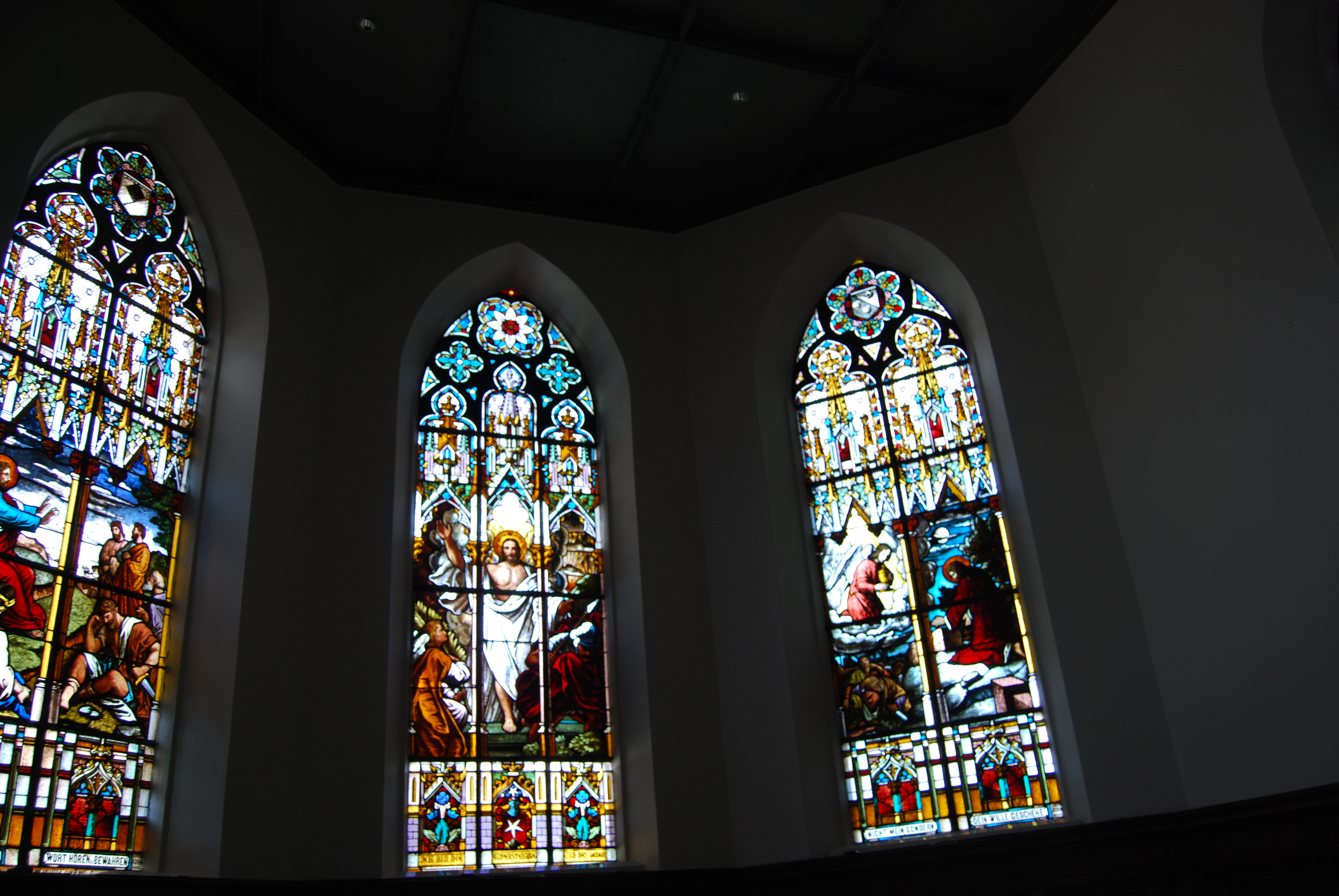
Die Glasfenster der Stadtkirche
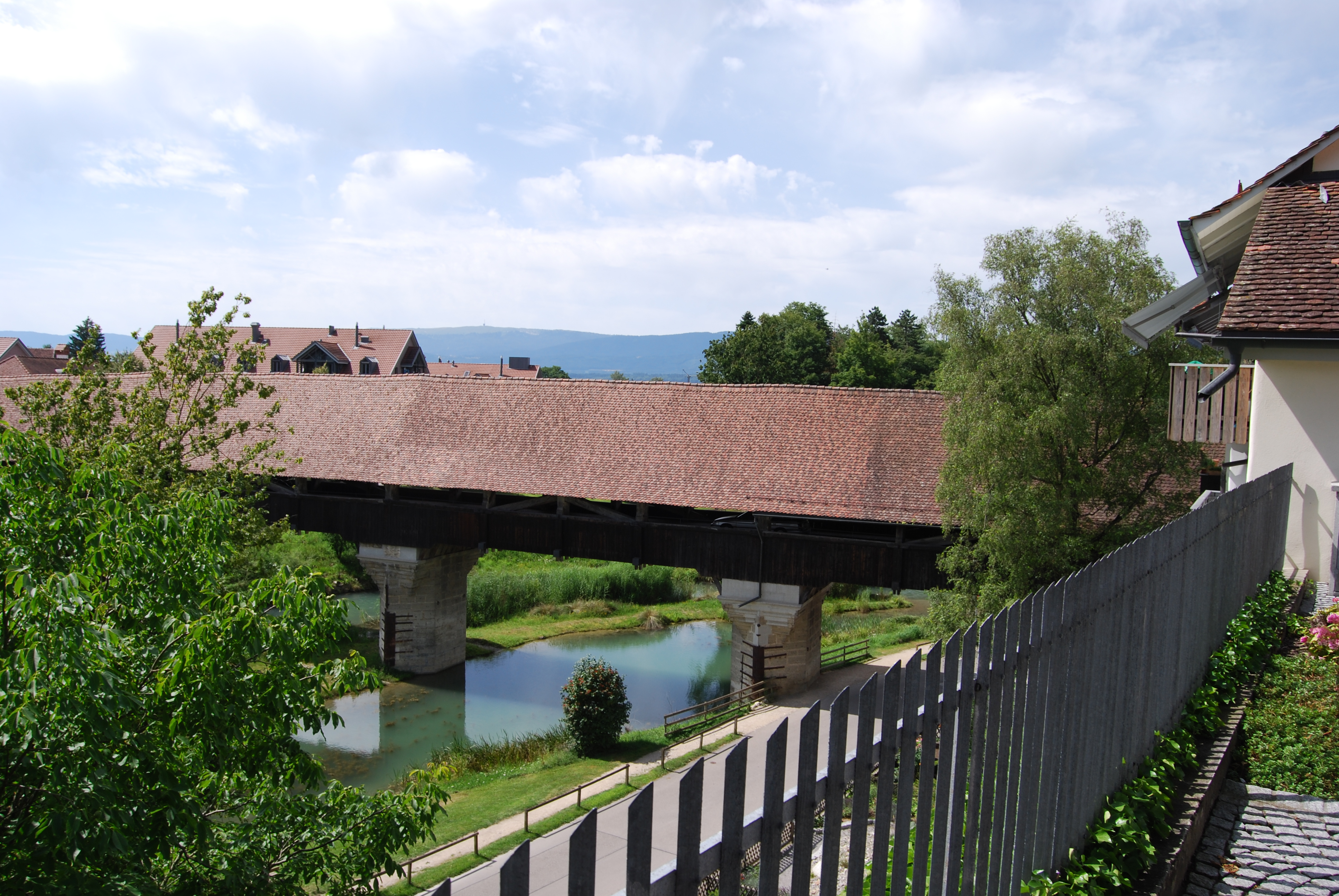
Holzbrücke über die Alte Aare
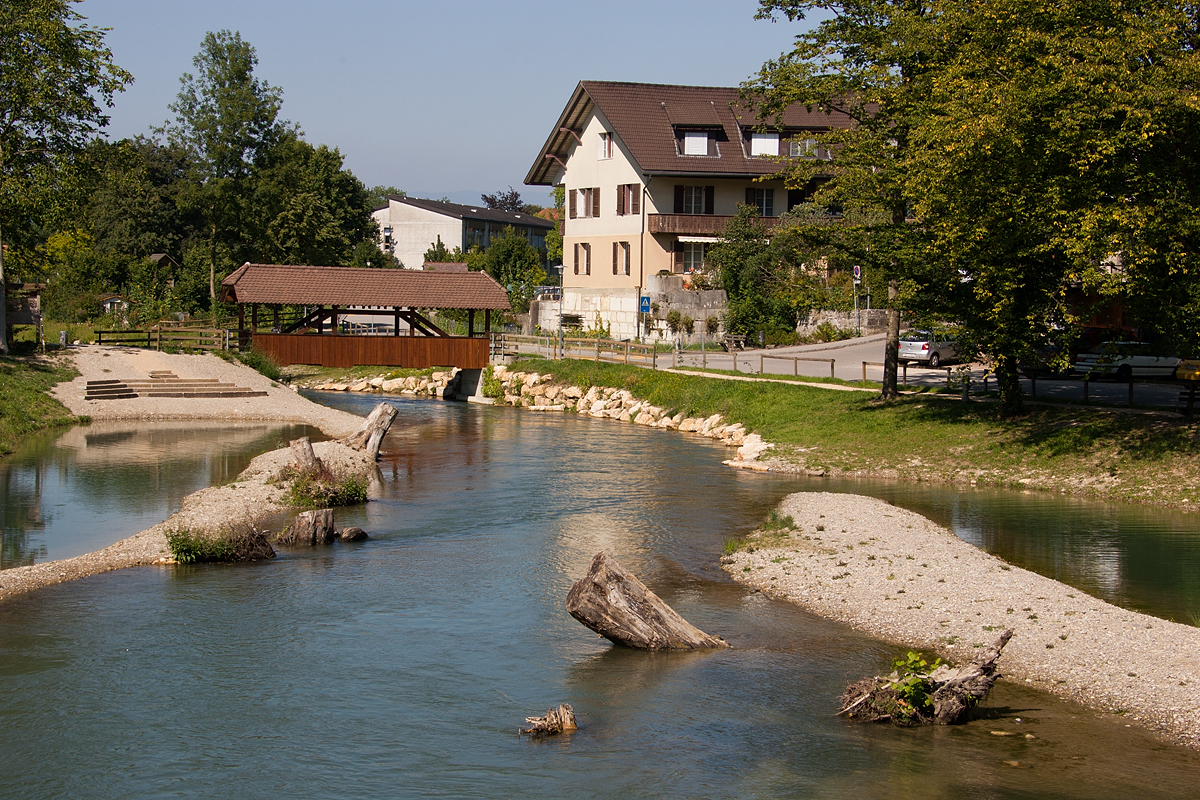
Alte Aare
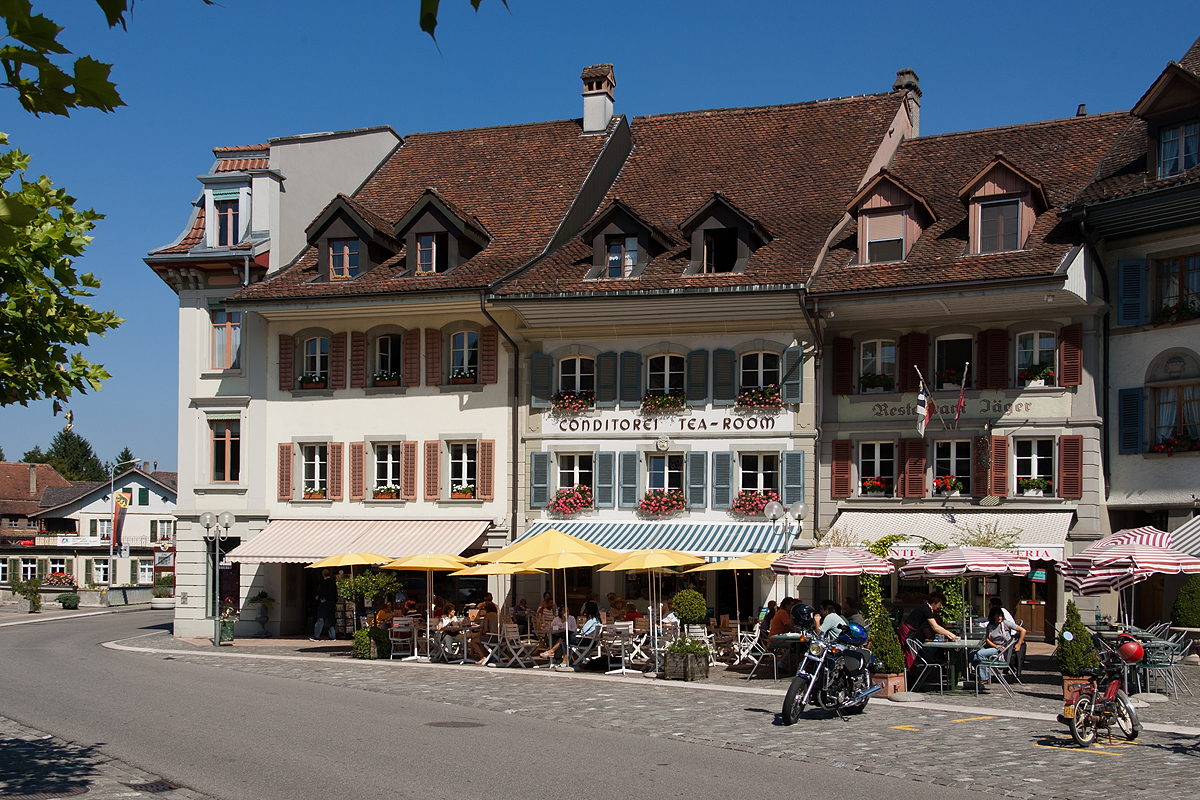
Stadtplatz
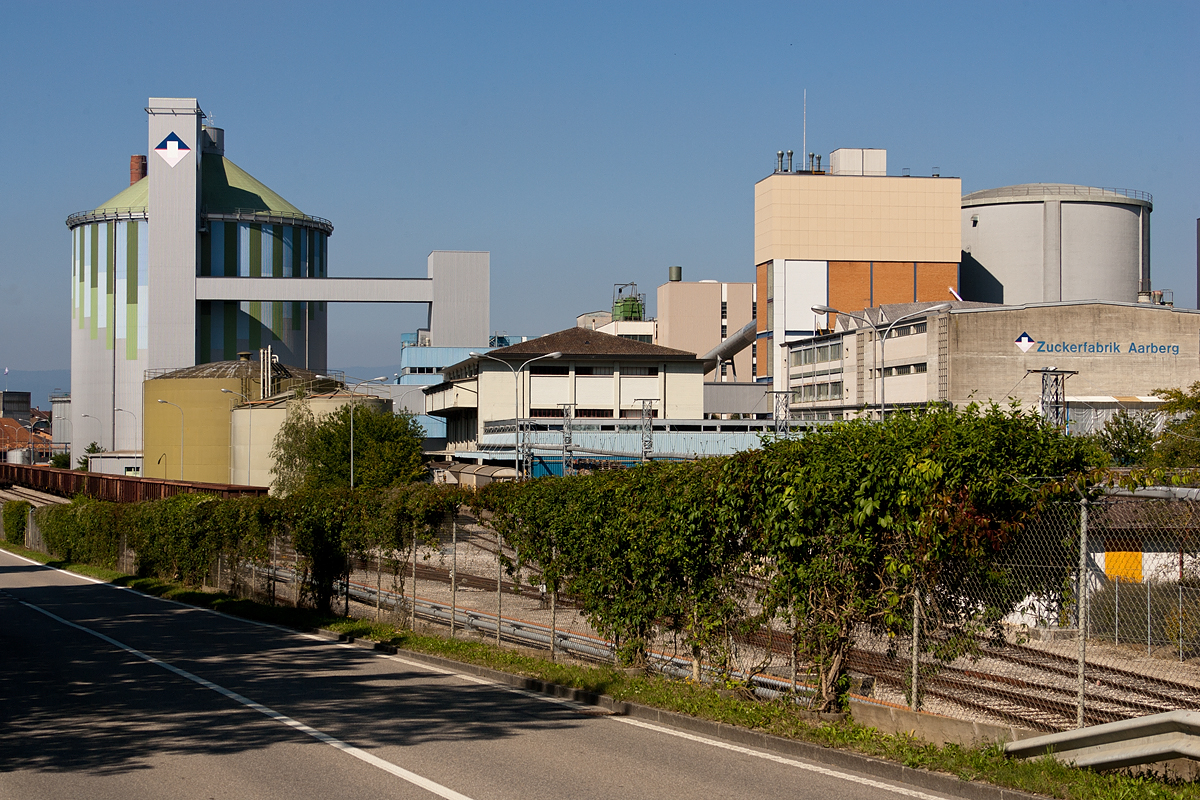
Zuckerfabrik Aarberg
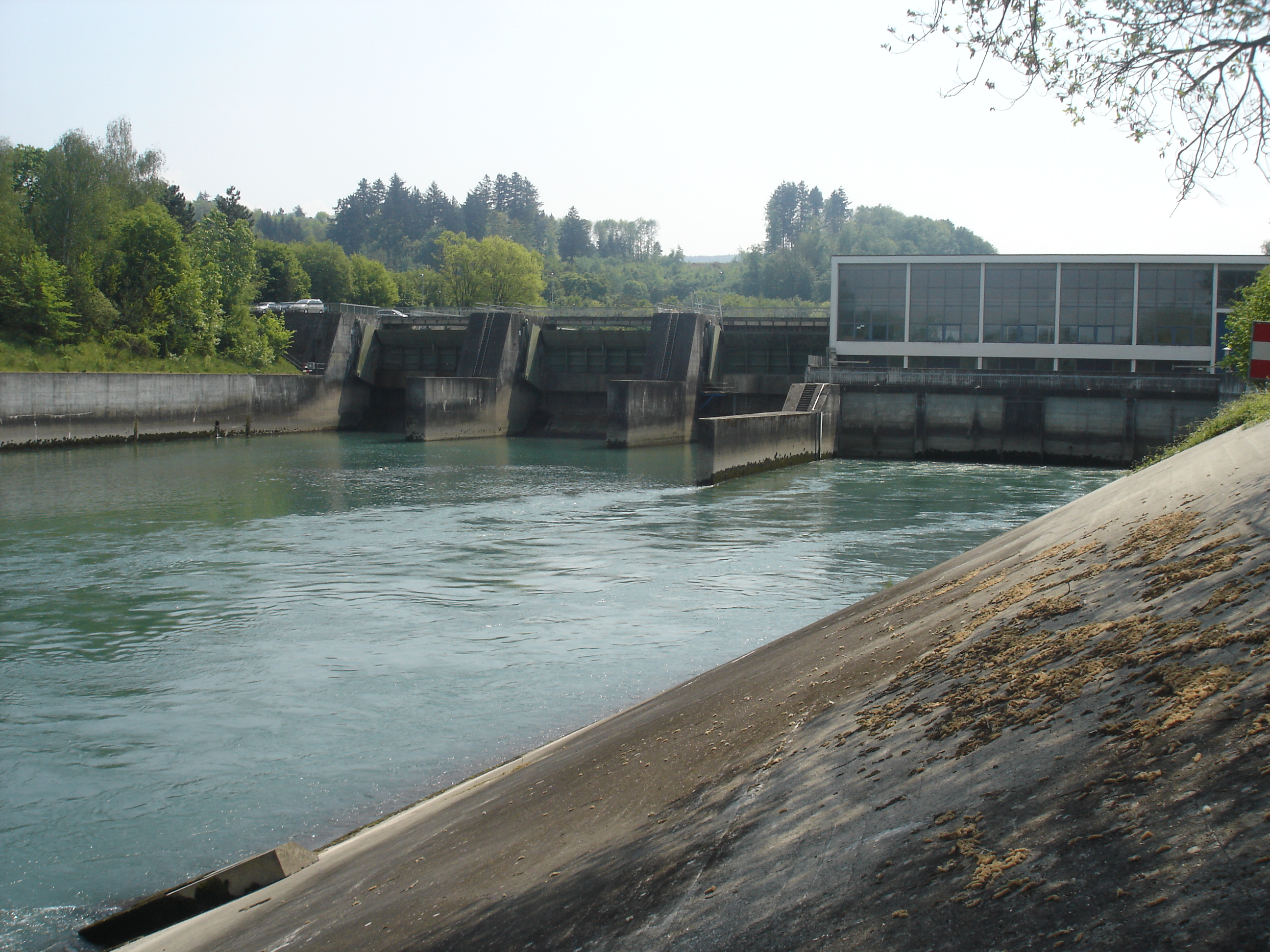
Wasserkraftwerk Aarberg
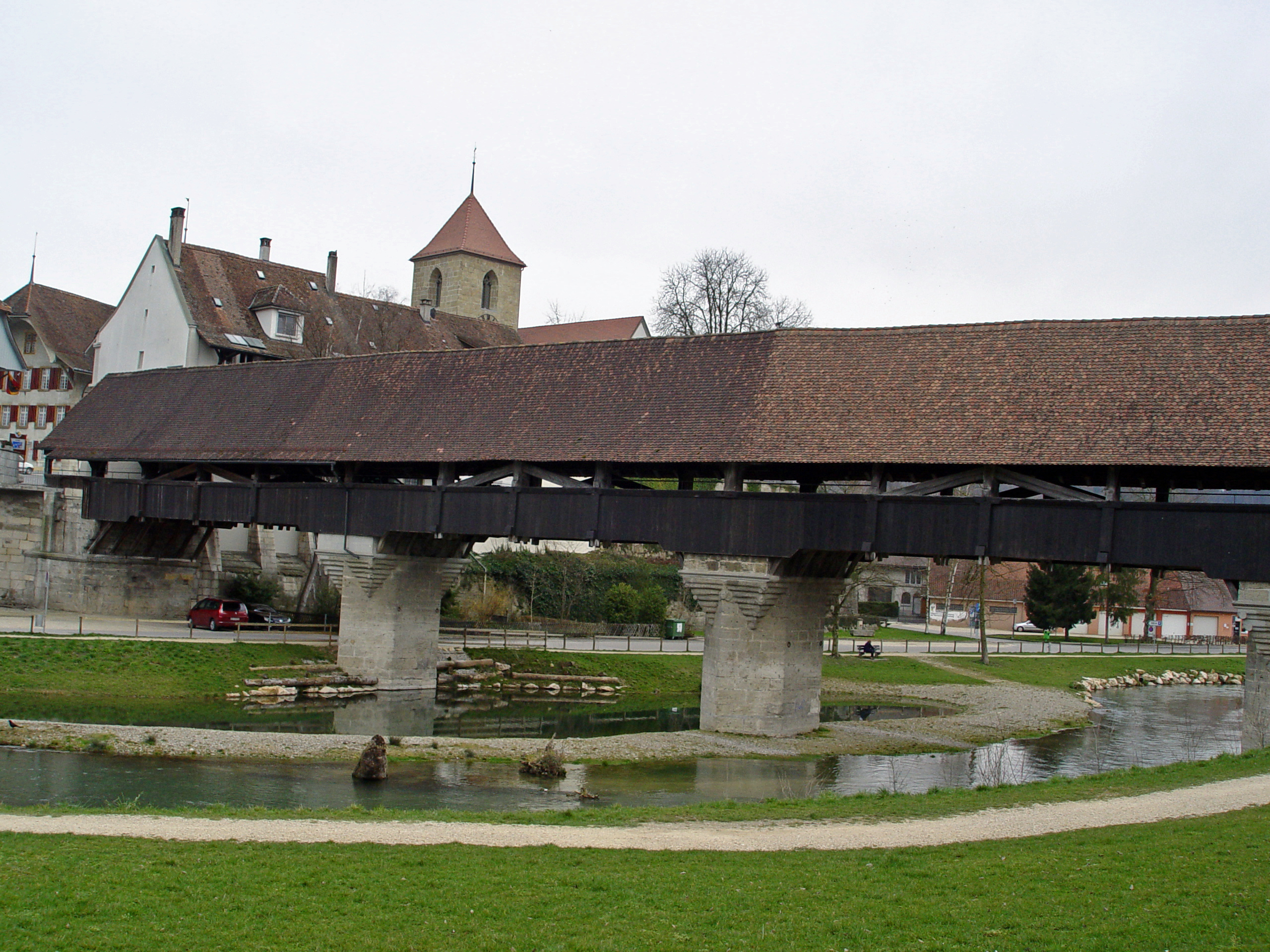
Alte Aare bei Aarberg